# Мозырский уезд
Мозырский уезд — административная единица в составе Минского наместничества, Минской губернии и Белорусской ССР, существовавшая в 1566—1924 годах. Центр — город Мозырь.

## История
С 1566 как повет в составе Киевского воеводства Великого княжества Литовского, с 1569 в составе Минского воеводства. Мозырский уезд в составе Минской губернии Российской империи образован в 1793 году после 2-го раздела Речи Посполитой. С 1795 по 1796 относился к Минскому наместничеству. С 1919 в составе БССР. В 1921 году Минская губерния упразднена и уезд перешёл в прямое подчинение Белорусской ССР.
В 1924 году уезд упразднён.

## Население
По данным переписи 1897 года в уезде проживало 181,2 тыс. чел. В том числе белорусы — 79,5 %; евреи — 16,3 %; поляки — 2,1 %; русские — 1,5 %. В уездном городе Мозыре проживало 8076 чел.

## Административное деление
В 1890 году в состав уезда входила 21 волость:
| № п/п | Волость               | Волостное правление      | Число селений | Население |
| ----- | --------------------- | ------------------------ | ------------- | --------- |
| 1     | Березовская           | с. Берёзов               | 10            | 3284      |
| 2     | Буйновичевская        | с. Буйновичи             | 46            | 4799      |
| 3     | Грабовская            | с. Грабов                | 9             | 1875      |
| 4     | Дяковичская           | д. Дяковичи              | 20            | 4012      |
| 5     | Житковичская          | с. Житковичи             | 31            | 6190      |
| 6     | Комаровичская         | с. Комаровичи            | 27            | 4833      |
| 7     | Копаткевичская        | м. Копаткевичи           | 33            | 9494      |
| 8     | Лаховская             | м. Лахва                 | 14            | 6065      |
| 9     | Лельчицкая            | м. Лельчицы              | 21            | 3844      |
| 10    | Ленинская             | м. Ленин                 | 46            | 6421      |
| 11    | Лучицкая              | с. Лучицы                | 6             | 1767      |
| 12    | Лясковичская          | с. Лясковичи             | 20            | 4101      |
| 13    | Мелешкевичская        | с. Мелешковичи           | 20            | 3091      |
| 14    | Михалковская          | с. Михалки               | 32            | 5953      |
| 15    | Петриковская          | м. Петриков              | 53            | 8857      |
| 16    | Скородненская         | с. Скородное             | 54            | 5510      |
| 17    | Слободо-Скрыгаловская | с. Слобода Скрыгаловская | 55            | 11578     |
| 18    | Тонежская             | с. Тонеж                 | 22            | 3001      |
| 19    | Туровская             | м. Туров                 | 47            | 13789     |
| 20    | Хорская               | д. Хорск                 | 26            | 15562     |
| 21    | Чучевичская           | с. Чучевичи              | 8             | 1365      |

В 1913 году в уезде было 22 волости, образована Каролинская волость (м. Каролин).

## Населённые пункты
По переписи 1897 года наиболее крупные населённые пункты уезда:
| - г. Мозырь - 8076 чел.; - м. Давид-Городок - 7815 чел.; - м. Петриков - 5538 чел.; - м. Туров - 4290 чел.; - с. Рубель - 2617 чел.; - м. Лахва - 2426 чел.; - м. Копаткевичи - 1768 чел.; - с. Ольшаны - 1395 чел.; - с. Глушковичи - 1369 чел.; | - с. Мелешковичи - 1339 чел.; - с. Велемичи - 1247 чел.; - с. Житковичи - 1220 чел.; - м. Ленин - 1173 чел.; - с. Пуховичи - 1092 чел.; - д. Ольпень - 1077 чел.; - д. Дяковичи - 1037 чел.; - д. Ветчин - 1000 чел.; |